# Kivijoki (vattendrag i Finland, Lappland, lat 68,02, long 24,40)
Kivijoki är ett vattendrag i Finland.   Det ligger i landskapet Lappland, i den norra delen av landet, 900 km norr om huvudstaden Helsingfors.